# 名和教長
名和 教長（なわ のりなが、応永23年（1416年） - 宝徳4年5月21日（1452年6月8日））は、室町時代の武将。名和氏の第17代当主。父は名和顕真（あきざね）。長弟に名和七郎、二弟は某、三妹に某（のち阿蘇惟忠室）、四弟に名和三郎がいるがいずれも実名は解っていない。子に名和義興、名和顕忠がいる。

## 生涯
前半生の経歴は不明であるが、生年が判明していることから、年代的なことを考慮しても、元服時に当時の将軍足利義教から偏諱（｢教｣の字）を与えられて教長と名乗ったことは確実と言えよう。
文安5年（1448年）の相良氏における文安の内訌の影響で領内が「大乱以ての外」という状態だったのを見事に鎮圧したばかりか、「所々外城悉治世候」という働きを見せる。また阿蘇氏と合力して相良前続とに合縁を結んでいる。
しかし、いかなる理由か教長兄弟は不仲で、教長は先ず、長弟の七郎を周防国麻の宿で古海某という者に命じて弑せしめた。すると、これを遺憾に思った末弟の三郎から宝徳4年（1452年）5月21日夜、「御陣内乱舞之座」において襲われ落命する。享年37。
教長亡き後、家督は幼年の長子・桃房丸改め義興が継ぐが長禄3年（1459年）に近習によって弑逆され、次子の幸松丸（のち顕忠）は一旦相良氏を頼った後に名和氏の家督を継承している。